# Анимация во Вьетнаме
Мультипликация Вьетнама — создание мультипликационных фильмов художниками-мультипликаторами Вьетнама.

## История
В 1957 году два вьетнамских художника Ле Минь Хьен и Чыонг Куа были направлены на обучение мультипликации в СССР. Спустя год художники приняли участие в создании на студии «Союзмультфильм» советско-вьетнамского мультфильма «Скоро будет дождь», который вышел в 1959 году. Осенью того же года они вернулись во Вьетнам и вместе с художником Хо Куангом начали создавать на студии Xưởng phim Hoạt họa Việt Nam первый вьетнамский мультфильм — «Справедливое наказание для лисы» (вьет. «Đáng đời thằng Cáo»), выпущенный в 1960 году.
В сентябре 2010 года вышел первый вьетнамский 3D-мультфильм «История сына Дракона».
Ежегодно во Вьетнаме выпускается более 20-ти мультипликационных фильмов.

## Студии
| - Анимационная студия Вьетнама - Xưởng phim hoạt họa thành phố Hồ Chí Minh - Hãng phim Giải Phóng - AREKA Studio - Hãng phim Hà Nội - Evertoon Animation Studio - Международный университет Хонг Банг | - Armada TNT Việt Nam - Biqit Studio - KimyMedia - Bamboo Animation - Colory Animation Studio - 7Bom Animatiton - Hãng phim Phạm Thùy Nhân |

## Художники-мультипликаторы
| - Нго Мань Лан — Народный артист Вьетнама - Ле Минь Хьен - Хо Куанг - Чыонг Куа — Народный артист Вьетнама - Као Тхюи - Май Лонг — Заслуженный артист Вьетнама - То Хоай — писатель и сценарист, автор сказочных сюжетов - Нгуен Ха Бак - Ву Ким Зунг | - Ле Бинь - Данг Ву Тхао - Фам Минь Чи - Нгуен Тхи Фыонг Хоа - Фам Сонг Донг - Нгуен Тхай Хунг - Чан Тхань Вьет - Фунг Ван Ха - Хюинь Винь Шон | - Нгуен Као Хоанг - Майк Нгуен - Буй Куок Тханг - Чан Кхань Зуен - Зоан Тхань - Доан Чан Ань Туан |

## Список мультфильмов

### 1958—1975
| - Скоро будет дождь (1959) - Справедливое наказание для лисы / Đáng đời thằng Cáo (1960) - Con một nhà (1961) - Em bé nông dân và con hổ - Em bé hái củi và chú Hươu con - Đêm trăng rằm (1964) - Bài ca trên vách núi (1967) — первый цветной, реж. Чыонг Куа - Говорящий дрозд / Con sáo biết nói (1967) - Những chiếc áo ấm (1968) - Легенда о Зёнге / Chuyện ông Gióng (1970), реж. Нго Мань Лан | - Chú đất nung - Kặm Phạ — Nàng Ngà (1971), реж. Hoàng Sùng - Sơn Tinh, Thủy Tinh (1972), реж. Чыонг Куа - Con khỉ lạc loài (1973) - Lâu đài hạnh phúc (1974) - Mầm lá xanh (1974) - Rừng hoa (1974) - Tôm nhỏ và hải quỳ (1975) |

### 1976—1985
- Giấc mơ bay (1976)
- Thành phố tùy ý muốn (1979)
- Отец Дракон и Мать Феникс / Âu Cơ và Lạc Long Quân (1980) — сценарист Чан Нгок Тхань, режиссёр Нгием Зунг, художник-мультипликатор Ву Хоа
- Ông Trạng thả diều (1981)
- Bước ngoặt (1982)

### 1986—2000
- Người thợ chạm tài hoa (1992)
- Ai cũng phải sợ (1983)
- Phép lạ hồi sinh (1994)
- Cất nhà giữa hồ

### 2001—2010
- История сына Дракона (2010)
- Chiếc giếng thời gian (2010)

### 2011—настоящее время
- The Dragon Knight (2011)
- Khu đầm có cánh (2011)